# سوخو-۱۰
سوخو-۱۰ (به انگلیسی: Sukhoi Su-10) یک هواگرد ساختِ کارخانهٔ سوخو است.